# 11A busz (Zalaegerszeg)
A zalaegerszegi 11A jelzésű autóbusz a Vasútállomástól indulva körjáratként közlekedik a Kertváros, a Csertán Sándor utca és Ola érintésével. A vonalat a Volánbusz üzemelteti.

## Útvonala
| Vasútállomás → Kertváros → Csertán Sándor utca → Ola → Vasútállomás |
| --- |
| Vasútállomás vá. – Zrínyi Miklós utca – Hunyadi János utca – Göcseji út – Köztársaság útja – Hegyalja utca – Köztársaság útja – Göcseji út – Csertán Sándor utca – Landorhegyi út – Platán sor – Ola utca – Rákóczi Ferenc utca – Kazinczy tér – Széchenyi tér – Kossuth Lajos utca – Zrínyi Miklós utca – Vasútállomás vá. |

## Megállóhelyei
| 0  | Vasútállomás induló végállomás            |                                                                                        |
| 1  | Kórház (Göcseji út)                       | 1, 1U, 1Y, 3, 3Y, 5U, 8, 8E, 9U, 10, 10Y, 11, 11Y, 41, C1                              |
| 2  | Városi fürdő (Göcseji út)                 | 8, 8E, 10, 10C, 10Y, 11, 11Y, 26, 30, 30A, 30C, 48, C1, C2, C4                         |
| 3  | Kertváros, Szent Család óvoda             | 8, 8C, 8E, 10Y, 11Y, 44, C1, C2, C4                                                    |
| 4  | Kertváros, Liszt Ferenc Általános Iskola  | 8, 8C, 10Y, 11Y, 44, C1, C2, C4                                                        |
| 5  | Kertvárosi ABC                            | 8, 8C, 10Y, 11Y, 44, C1, C2, C4                                                        |
| 6  | Kertváros, Eötvös József Általános Iskola | 8, 8C, 10Y, 11Y, 44, C1, C2, C4                                                        |
| 7  | Hegyalja utca 42.                         | 8                                                                                      |
| 8  | Hegyalja utca - Pálóczi utca              | 8                                                                                      |
| 9  | Hegyalja utca - Sas utca                  | 8                                                                                      |
| 10 | Kertváros, Liszt Ferenc Általános Iskola  | 8, 8C, 10Y, 11Y, 44, C1, C2, C4                                                        |
| 11 | Kertváros, Szent Család óvoda             | 8, 8C, 8E, 10Y, 11Y, 44, C1, C2, C4                                                    |
| 12 | Köztemető (Göcseji út)                    | 10, 10C, 10E, 11, 30, 30A, 30C, 48                                                     |
| 13 | Göcseji úti ABC                           | 11, 30, 30C, 48                                                                        |
| 14 | Csertán Sándor utca                       | 10, 10C, 10Y, 11, 11Y, 30, 48, C1, C2, C4                                              |
| 15 | Landorhegyi út 20.                        | 10, 10Y, 11, 11Y, 30, 48, C1, C2, C4                                                   |
| 16 | Fiú-diákotthon                            | 10, 10Y, 11, 11Y, 30, 48, C1, C2, C4                                                   |
| 17 | Landorhegyi ABC                           | 10, 10Y, 11, 11Y, 30, 48, C1, C2, C4                                                   |
| 18 | Platán sor - Gasparich utca               | 10, 10C, 10E, 10Y, 11, 11Y, 26, 48, C1, C4                                             |
| 19 | Olai bisztró                              | 1, 1A, 1E, 1U, 1Y, 10, 10Y, 11, 11Y, 24, 48, 69, C1, C4                                |
| 20 | Olai templom (Interspar)                  | 1, 1A, 1E, 1U, 1Y, 10, 10C, 10E, 10Y, 11, 11Y, 24, 26                                  |
| 21 | Zrínyi Gimnázium                          | 1, 1A, 1E, 1U, 1Y, 10, 10C, 10Y, 11, 11Y, 24, 26                                       |
| 23 | Széchenyi tér                             | 1, 1U, 1Y, 3, 3C, 3Y, 5, 5C, 5U, 5Y, 8, 8C, 8E, 9U, 11, 11Y, 24, 41                    |
| 25 | Gyógyszertár (Kossuth utca)               | 1, 1U, 1Y, 3, 3C, 3Y, 5U, 8, 8C, 8E, 9U, 11, 11Y, 24, 41                               |
| 27 | Kórház (Zrínyi utca)                      | 1, 1U, 1Y, 3, 3Y, 5U, 8, 8E, 9U, 10, 10Y, 11, 11Y, 41, C1                              |
| 29 | Vasútállomás érkező végállomás            | 1, 1U, 1Y, 3, 3Y, 4, 4A, 4E, 4U, 4Y, 5U, 9U, 10, 10Y, 11, 11Y, 41, C2, C4 Zalaegerszeg |